# Seyfarth & Reinhardt
Seyfarth & Reinhardt (SUR oder SuR) war der Name einer in den 1920er Jahren in Thüringen gegründeten Puppen-Manufaktur mit Sitz in Waltershausen.

## Geschichte
Das Unternehmen produzierte Gelenkpuppen, Sitzbabys und Puppenteile. Für einige ihrer Erzeugnisse verwendete die Firma auf Köpfe aus Biskuitporzellan, die sie von der Porzellanfabrik Ernst Heubach aus Köppelsdorf bezog. Eine bekannte Schutzmarke aus dieser Kooperation zeigt den Schriftzug Heubach - Köppelsdorf, darunter zwischen der Formnummer 312 und 6 1/2 in zwei konzentrischen Kreisen die Initialen SuR über einer aufgehenden Sonne und darunter den Begriff „Germany“ als Hinweis auf den für den Export produzierten Spielzeuge.
Doch schon zuvor hatte Seyfarth & Reinhardt in den ersten Jahren ihres Betriebes eigene Produkte als Schutzmarken Elfe, Wienatur und My Fairy eintragen lassen.
Die Firma Seyfarth & Reinhardt, die zu DDR-Zeiten unter anderem ab 1965 auch Puppen der Comic-Mäuse Fix und Fax von Jürgen Kieser herstellte, wurde mit zahlreichen anderen Puppenfabriken in Waltershausen verstaatlicht und firmierte ab 1976 unter dem gemeinsamen Firmennamen VEB Puppenfabrik biggi Waltershausen.